# Deuxième bataille de Homs
Pour les articles homonymes, voir Bataille de Homs.
Invasions mongoles en Syrie
La seconde bataille de Homs
est une bataille entre les armées mongoles des il-khanides et les Mamelouks d’Égypte, lors d’une tentative de l’il-khan Abaqa de conquérir la Syrie. Elle se déroule aux environs de Homs le 29 octobre 1281 et se solde par une défaite mongole.

## Prémices
En 1260, l’il-khan Hülegü a échoué dans sa tentative de conquête de la Syrie. Une première bataille de Homs s'est soldée par une défaite des Mongols après la défaite de Aïn Djalout.
Hülegü meurt le 8 février 1265. Sa mort est regrettée par les chrétiens qui ont vu en Hülegü et son épouse « les deux grands astres de la foi chrétienne », « un autre Constantin et une autre Hélène ». Hulägu eut pour successeur son fils aîné Abaqa (1265-1282). Comme son père, le nouveau khan réside en Azerbaïdjan mais il déplace sa capitale de Maragha à Tabriz. Comme son père, Abaqa, sans doute plutôt bouddhiste, est favorable aux communautés chrétiennes — arméniennes, nestoriennes ou jacobites — à l’intérieur, à l’alliance avec la chrétienté contre les Mamelouks d’Égypte et de Syrie au dehors. Il doit continuer la lutte sur deux fronts. Le sultan mamelouk Baybars ravage la Cilicie arménienne à plusieurs reprises alors que ce royaume est un allié des Mongols. Il est aussi intervenu dans la politique intérieure du sultanat seldjoukide de Roum au début du règne de Kay Khusraw sous la tutelle de son vizir Mu`in ad-Dîn Suleyman « Pervane » qui conclut une alliance anti-mongole avec Baybars. Les Mongols subissent une défaite à Elbistan et Baybars entre triomphalement dans Kayseri. Abaqa se précipite en Anatolie, punit les dirigeants seldjoukides et fait exécuter Pervane. Il cherche vainement à conclure une alliance avec les puissances chrétiennes. Il se résout finalement à agir seul et à intervenir directement en Syrie. En 1271, une troupe de 10 000 cavaliers mongols ravage la campagne autour d’Alep. En septembre 1281, une armée mongole de 50 000 hommes entre en Syrie. Le roi Léon III d'Arménie apporte ses propres contingents. Aux 50 000 Mongols, s'ajoutent 30 000 Arméniens, Géorgiens et Francs. Cette armée est commandée par le frère d’Abaqa nommé Mengü Temür.

## La bataille
L’arrivée des Mongols en Syrie était annoncée depuis octobre 1281, la population d’Alep effrayée émigre vers Homs et Hama. Mengü Temür n’entre en Syrie qu’en septembre par Aïntab (Gaziantep). Il ravage les environs de Hama et se dirige vers Homs où le sultan mamelouk Qala'un est arrivé depuis le 27 octobre. L’émir mamelouk Sunqur al-Achqar (gerfaut roux) le rejoint le lendemain. Sunqur n’est sorti de son repaire, la forteresse de Sahyun, qu’à la condition qu’après la bataille, il resterait libre d’y retourner. Les deux armées se trouvent face à face le 30 octobre près du mausolée de Khalid ibn al-Walid. L'armée de Mengü Temür se compose de 25 000 Mongols, de 5 000 Géorgiens, d’un corps d’Arméniens commandés par le roi contre Léon III lui-même, et d’une division de Turcs venant du sultanat de Roum. L’armée du sultan Qala'un a une force à peu près égale. Le sultan.
Les troupes mameloukes passent la nuit à cheval. Au point du jour Qala’un range son armée en bataille. Il place à l’aile droite le prince de Hama et le gouverneur de Damas avec les troupes de cette province à l’avant-garde de l’aile droite les bédouins de Syrie, à l’aile gauche il y a Sunqur et à l’avant-garde les Turcomans et les troupes du château des Kurdes à l'avant-garde du centre le vice-roi d'Égypte avec les Mamelouks du sultan au nombre de huit cents. Qala’un se tient sous les bannières royales entouré de ses gardes. Ce corps est composé de quatre mille cavaliers. La bataille commence par la ruée de l’aile gauche mongole. L’aile droite mamelouke encaisse le choc et contre-attaque mettant en fuite les attaquants mongols. L’aile gauche mamelouke et le centre sont enfoncés. Les troupes de Mengü Temür poursuivent les fuyards jusque sous les murs de Homs. Elles massacrent tous ceux qui sont restés à l’extérieur de l’enceinte et pillent les bagages et les caisses de l’armée mamelouke puis elles attendent l’arrivée du reste de l’armée mongole. Au bout d’un certain temps elles apprennent au contraire que Mengü Temür a pris la fuite. Le centre de l’armée mongole avait été enfoncé après qu’un général mamelouk se disant transfuge a réussi par cette ruse à pénétrer les rangs mongols. Mengü Temür est blessé par ce faux transfuge, ses troupes le voyant à terre mettent pied à terre et les mamelouks en profitent alors pour attaquer. Mengü Temür est contraint à la fuite, ses troupes le suivent. Un émir arabe et ses bédouins tombent sur les fuyards. L’aile gauche et une partie du centre de l’armée de Qala’un est complètement enfoncée, les fuyards vont jusqu’à Damas, Safed et même jusqu’à Gaza. Tout le pays mamelouk croit à une défaite. Les troupes mongoles restées sous les murs de Homs, au lieu de se joindre à celles restées sur le champ de bataille, prennent la fuite. Le soir la bataille est gagnée pour les mamelouks, tous les Mongols sont en fuite.
Les pertes mongoles sont importantes surtout à cause de la déroute. Au nombre des pertes mameloukes, il y a le général qui est à l’origine de la ruse qui a permis la victoire et qui a blessé Mengü Temür. Qala’un reste en place dans la crainte d’une contre-attaque mongole le lendemain. Voyant les troupes qui avaient poursuivi les Mongols revenir, il détache une troupe chargée de les harceler. Certains Mongols s’enfuient vers Salamiya d’autres plus loin encore vers Alep. Ceux qui s’étaient dirigés vers Salamiya se sont perdus dans le désert et sont morts de soif et de faim au nombre d’environ 4 000, six cents cavaliers parviennent jusqu’à l’Euphrate mais sont taillés en pièces par les troupes de la forteresse d’Al-Rahba. La nouvelle de la victoire était arrivée dès le lendemain de la bataille par un message porté par un pigeon voyageur. Les Mongols qui assiégeaient la forteresse s’étaient retirés en entendant la musique de réjouissances dans la forteresse, ce qui a permis aux troupes mameloukes de sortir et d’attaquer les fuyards. Ceux qui se sont dirigés vers Alep, ont été poursuivis vers l’Euphrate où un grand nombre s’est noyé. Mengü Temür se retire en Irak.

## Après la bataille
La population de Damas multipliait les prières dans la grande mosquée. À peine la nouvelle de la victoire connue, la population se livre à la joie. L’arrivée des fuyards la fait retomber dans l’angoisse de la défaite et tous veulent fuir. Enfin un courrier apporte la confirmation de la victoire et la population peut être rassurée. L’arrivée de fuyards à Qaqun est à l’origine d’un message alarmiste envoyé au Caire par un pigeon voyageur annonçant la défaite. Un autre pigeon arrive quelques heures après annonçant la victoire. L’événement est célébré dans toute l’Égypte. Qala’un rentre au Caire où il est reçu en triomphe.
Pendant la campagne, Abaqa s’est avancé jusqu’à Al-Rahba en chassant, mais il reste sur la rive gauche de l’Euphrate. Le 25 septembre il rentre à Sinjâr. Il rejoint sa cour près de Mossoul. Il apprend alors la défaite. Abaqa est furieux contre ses généraux et contre son frère Mengü Temür. Abaqa meurt brutalement peu après le 1er avril 1282 et Mengü Temür meurt vingt cinq jours plus tard.